# Серпейськ
Серпейськ (рос. Серпейск) — село в Мещовському районі Калузької області Російської Федерації.
Населення становить 658 осіб. Входить до складу муніципального утворення Село Серпейськ.

## Історія
Від 2004 року входить до складу муніципального утворення Село Серпейськ.

## Населення
| 2002 | 2010 |
| ---- | ---- |
| 743  | ↘658 |